# Pradilla de Belorado
Pradilla, también conocida como Pradilla de Belorado (en referencia a su antigua capital de Partido) es un despoblado situado en la provincia de Burgos, comunidad autónoma de Castilla y León (España), comarca de Montes de Oca, partido judicial de Briviesca, ayuntamiento de Fresneda de la Sierra Tirón.

## Situación y accesos
Los restos de Pradilla se encuentran a 1.200 metros de altitud, en plena Sierra de la Demanda y muy cerca de La Rioja.

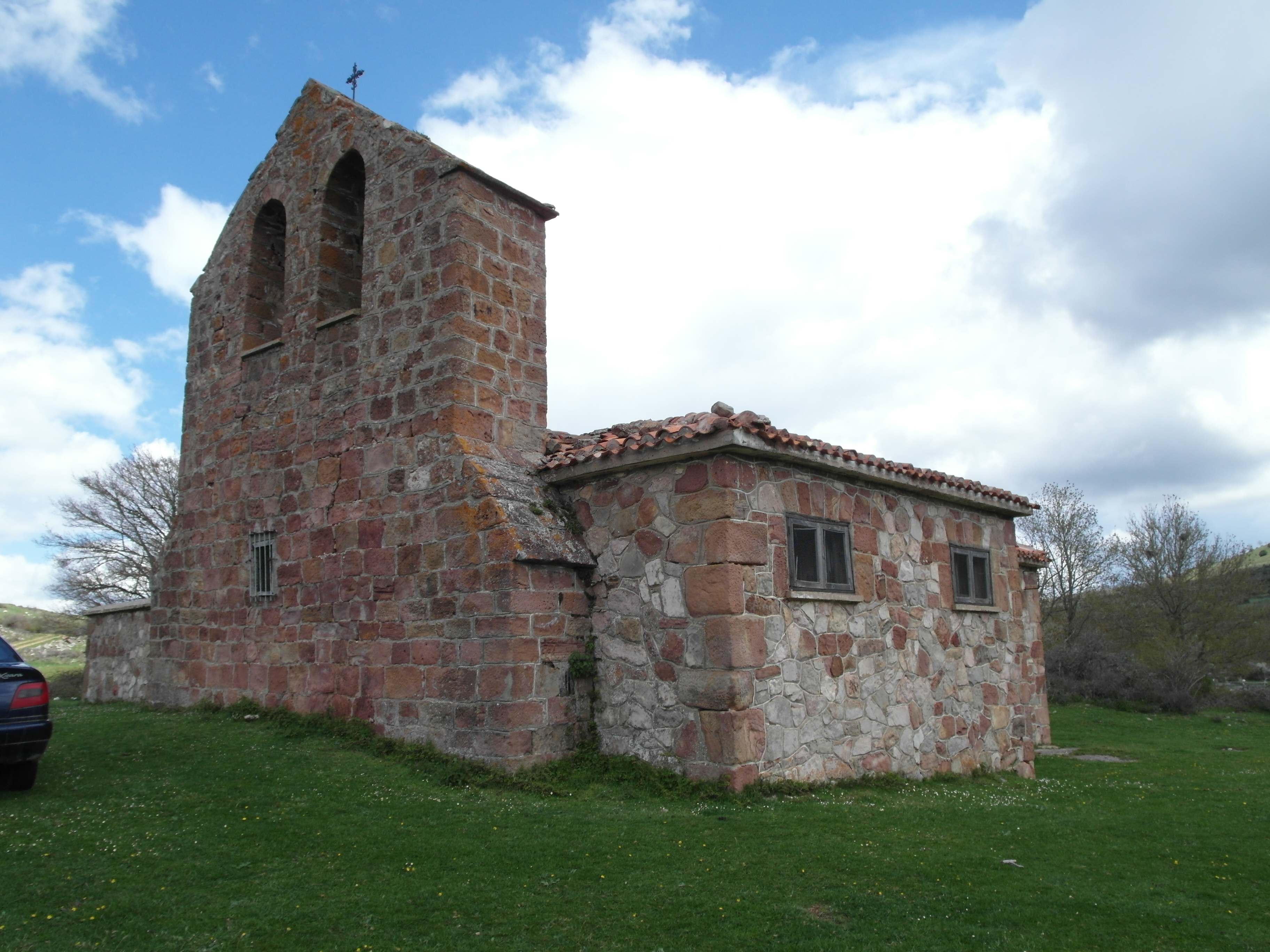
Iglesia reconstruida de Pradilla, cerca del alto homónimo.

El pueblo se alzaba en un llano al borde de dos barrancos: Uno, al suroeste, que se abre a Fresneda y otro al este que mira a Valgañón. Y al norte los Montes de Ayago, siendo Pradilla lugar privilegiado para recorrer estos montes, sus barrancos, sus ríos, y al sur los macizos centrales de la Sierra de la Demanda: San Lorenzo a la izquierda y San Milán a la derecha.

## Historia
A la caída del Antiguo Régimen queda constituida como ayuntamiento constitucional del mismo nombre en el partido Belorado, región de Castilla la Vieja, contaba entonces con 31 habitantes.
En el "Diccionario Geográfico, Estadístico e Histórico" publicado por Pascual Madoz en 1850 se hace referencia a Pradilla.
"Lugar con Ayuntamiento en la Provincia, Diócesis, Audiencia Territorial y Capitanía General de Burgos, a 40 leguas. Partido Judicial de Bel orado. Situada en una elevada cuesta titulada de San Quilez, donde le combaten libremente los vientos en todas direcciones, siendo su clima frío y las enfermedades más comunes reuma y resfriados. Tiene 13 casas miserables y una iglesia dedicada a San Esteban, servida por un cura párroco y un sacristán. El término confina con los de Eterna, Fresneda de la Sierra Tirón y Valgañón. Su terreno es montuoso y poblado en su mayor parte de hayas y robles cuyas maderas se utilizan únicamente para quemar. Por el corre un arroyo cercano a la población y que da las primeras aguas al río Tirón. Caminos, los de pueblo a pueblo. Produce trigo, cebada y legumbres. Cría de algún ganado. Población: 8 vecinos, 31 almas."

## Causas de la despoblación
La noche del 28 de noviembre de 1963 los vecinos de Pradilla se despertaron sobresaltados por el resplandor de las llamas; presto, formaron una cadena humana, desde la fuente hasta el punto en que se había declarado el fuego, y con calderos trataron de sofocarlas. Minutos antes, en la casa de los novios que iban a casarse al día siguiente reinaba la alegría y los nervios propios de los preparativos de la boda. Se trasnochó y la chimenea se calentó más de lo habitual. El fuerte calor traspasó un tabique y ardió un pajar contiguo.
A continuación el fuego se extendió a otras dos casas. Fue el principio del fin de Pradilla. Poco después vendría el hundimiento del coro de la iglesia cuando ésta se encontraba llena de fieles, y algo más tarde la traumática adquisición del pueblo por parte de Fresneda, el vecino de abajo.

## Últimos pobladores
Los últimos vecinos fueron el matrimonio formado por Lorenza Neila y Desiderio Peña con sus diez hijos.